# Janderson Santos de Souza
Janderson Santos de Souza (Barreiras, 26 febbraio 1999) è un calciatore brasiliano, attaccante del Remo in prestito dal Ceará.

## Caratteristiche tecniche
È un esterno destro.

## Carriera
Cresciuto nel settore giovanile del Joinville, ha esordito in prima squadra il 21 marzo 2017 disputando l'incontro di Copa Sul-Minas-Rio pareggiato 0-0 contro il Cruzeiro.
Il 13 agosto 2019 viene acquistato a titolo definitivo dal Corinthians, che il 1º gennaio 2022 lo manda in prestito al Grêmio.

## Statistiche
Statistiche aggiornate al 15 settembre 2019.

### Presenze e reti nei club
| Stagione         | Squadra          | Campionato       | Campionato | Campionato | Coppe nazionali | Coppe nazionali | Coppe nazionali | Coppe continentali | Coppe continentali | Coppe continentali | Altre coppe | Altre coppe | Altre coppe | Totale | Totale | Totale |
| Stagione         | Squadra          | Comp             | Pres       | Reti       | Comp            | Pres            | Reti            | Comp               | Pres               | Reti               | Comp        | Pres        | Reti        | Pres   | Reti   |        |
| ---------------- | ---------------- | ---------------- | ---------- | ---------- | --------------- | --------------- | --------------- | ------------------ | ------------------ | ------------------ | ----------- | ----------- | ----------- | ------ | ------ | ------ |
| 2017             | Joinville        | PD/SC+C          | 0          | 0          | CB              | 0               | 0               |                    | -                  | -                  | PL          | 1           | 0           | 1      | 0      |        |
| 2018             | Joinville        | PD/SC+C          | 0+5        | 0          | CB              | 0               | 0               |                    | -                  | -                  |             | -           | -           | 5      | 0      |        |
| Totale Joinville | Totale Joinville | Totale Joinville | 5          | 0          |                 | 0               | 0               |                    | -                  | -                  |             | 1           | 0           | 6      | 0      |        |
| 2019             | Corinthians      | A1/SP+A          | 0+4        | 0          | CB              | 0               | 0               | CS                 | 1                  | 0                  |             | -           | -           | 5      | 0      |        |
| Totale carriera  | Totale carriera  | Totale carriera  | 9          | 0          |                 | 0               | 0               |                    | 1                  | 0                  |             | 1           | 0           | 11     | 0      |        |

## Palmarès

### Club

#### Competizioni statali
- Campionato Gaúcho: 1

Grêmio: 2022
- Recopa Gaúcha: 1

Grêmio: 2022
- Campionato Cearense: 1

Ceará: 2024

#### Competizioni regionali
- Copa do Nordeste: 1

Ceará: 2023